# Aizoanthemum
Genre
Classification phylogénétique
Aizoanthemum  Dinter ex Friedrich est un genre de plante de la famille des Aizoaceae.
Aizoanthemum Dinter in Kakteenk. 1935 : 27 (1935) [sine lat. diag.] ; Dinter ex Friedrich, in Mitt. Bot. Staatssamml. München 2: 343 (1957) [cum lat. diag.]
Type : Aizoanthemum membrum-connectens Dinter ex Friedrich

## Liste des espèces
- Aizoanthemum dinteri (Schinz) Friedrich
- Aizoanthemum galenioides (Fenzl ex Sond.) Friedrich
- Aizoanthemum hispanicum (L.) H.E.K.Hartmann
- Aizoanthemum membrum-connectens Dinter ex Friedrich
- Aizoanthemum mossamedense (Welw. ex Oliv.) Friedrich
- Aizoanthemum rehmannii (Schinz) H.E.K.Hartmann